# Phragmatobia elisabethae
Phragmatobia elisabethae là một loài bướm đêm thuộc phân họ Arctiinae, họ Erebidae.